# Lippstadt (stacja kolejowa)
Lippstadt – stacja kolejowa w Lippstadt, w kraju związkowym Nadrenia Północna-Westfalia, w Niemczech. Znajdują się tu 2 perony.